# Everyone Is Everybody Else
Everyone Is Everybody Else è il quinto album della band rock britannica Barclay James Harvest, pubblicato nel 1974. È il primo con la casa discografica Polydor.

## Formazione
- John Lees - voce, chitarra
- Les Holroyd - voce, chitarra, basso
- Stuart Wolstenholme - voce, tastiera
- Mel Pritchard - batteria

## Tracce
1. Child Of The Universe (5:02)
2. Negative Earth (5:28)
3. Paper Wings (4:14)
4. The Great 1974 Mining Disaster (4:35)
5. Crazy City (4:05)
6. See Me See You (4:32)
7. Poor Boy Blues (3:05)
8. Mill Boys (2:47)
9. For No One (5:08)

## Tracce edizione rimasterizzata 2003
1. Child Of The Universe (5:02)
2. Negative Earth (5:28)
3. Paper Wings (4:14)
4. The Great 1974 Mining Disaster (4:35)
5. Crazy City (4:05)
6. See Me See You (4:32)
7. Poor Boy Blues (3:05)
8. Mill Boys (2:47)
9. For No One (5:08)
10. The Great 1974 Mining Disaster (original mix, previously unreleased)
11. Mæstoso (A Hymn In The Roof Of The World) (unreleased 1974 recording)
12. Negative Earth (original mix, previously unreleased)
13. Child Of The Universe (alternative recording)